# Astomonema southwardorum
Astomonema southwardorum is een rondwormensoort uit de familie van de Siphonolaimidae. De wetenschappelijke naam van de soort is voor het eerst geldig gepubliceerd in 1993 door Austen, Warwick & Ryan.